# Erich Mückenberger

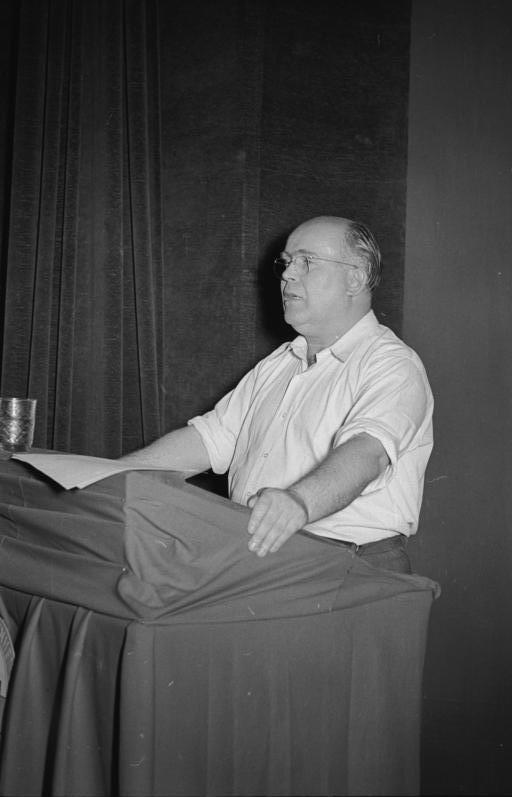
Erich Mückenberger (1953)

Erich Mückenberger (* 8. Juni 1910 in Chemnitz; † 10. Februar 1998 in Berlin) war ein deutscher Politiker (SED). Er war Mitglied des Politbüros des Zentralkomitees der SED und leitete als Vorsitzender die Zentrale Parteikontrollkommission der SED in der DDR.

## Leben
Mückenberger absolvierte nach Besuch der Volks- und Mittelschule 1924 bis 1927 eine Ausbildung als Schlosser. 1924 trat er der Sozialistischen Arbeiterjugend bei und war als Jugendleiter, Kreis- und Gaujugendleiter Chemnitz aktiv. 1927 wurde er Mitglied der SPD.
1927 bis 1928 besuchte er die Höhere Fachschule für Textilindustrie und arbeitete bis 1930 als Schlosser und Weber. Bis 1933 war er arbeitslos, danach als Schlosser und Automateneinsteller beschäftigt.
Ab 1933 arbeitete er illegal in Chemnitz. Im August 1935 wurde er verhaftet und war von November 1935 bis August 1936 im KZ Sachsenburg. Nach mehreren Prozessen wurde er 1938 zu zehn Monaten Gefängnis wegen Hochverrats verurteilt. 1942 wurde er erneut verhaftet und kam in ein Strafbataillon der Wehrmacht, wo er im Januar 1945 verwundet wurde. Von April bis August war er in englischer Kriegsgefangenschaft.
Mückenberger war nach der Zwangsvereinigung von SPD und KPD zur SED Mitglied der SED. 1946 besuchte er die Landesparteischule der SED und war in der Leitung des SED-Stadtkreises Chemnitz. 1948 besuchte er die Parteihochschule „Karl Marx“, wurde jedoch nach drei Monaten abberufen und wurde  paritätischer Erster Sekretär des SED-Landesvorstands Sachsen. 1949 bis 1953 war er Erster Sekretär der SED-Landesleitung Thüringen bzw. der SED-Bezirksleitung Erfurt.
Mückenberger war von 1950 bis 1989 Abgeordneter der Volkskammer, 1958 bis 1963 als Mitglied des Ausschusses für Land-, Forst- und Nahrungsgüterwirtschaft und ab 1971 als Mitglied des Präsidiums und ab 1979 Vorsitzender der SED-Fraktion. Ebenfalls 1950 bis 1989 war er Mitglied des Zentralkomitees und Kandidat, ab 1958 Mitglied des Politbüros des ZK der SED. Außerdem war er 1952 bis 1954 Abgeordneter des Bezirkstages Erfurt und 1953 bis 1961 Sekretär des Zentralkomitees der SED.

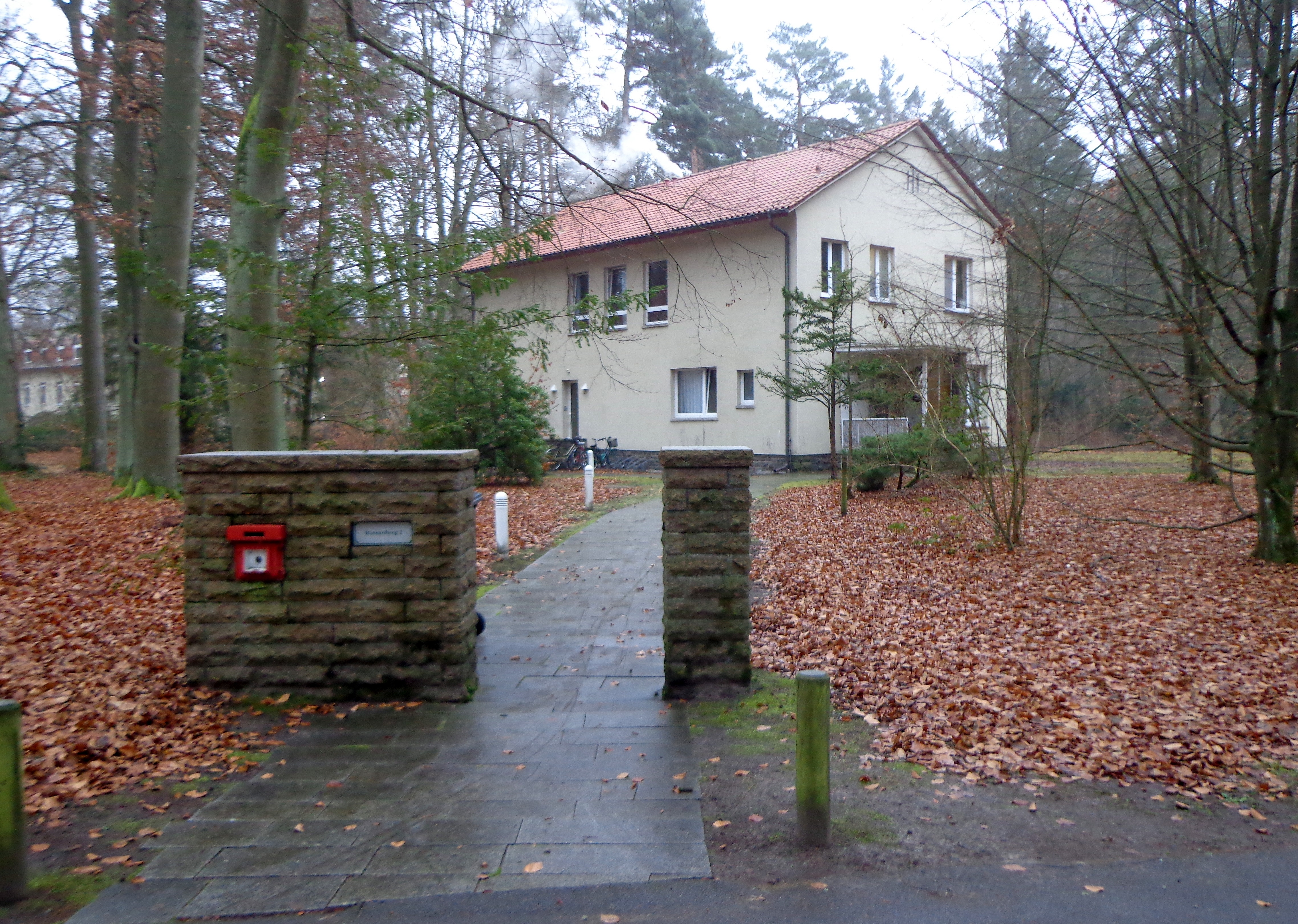
Waldsiedlung Wandlitz, das einst von Mückenberger sowie Erich Apel bewohnte „Haus 2“

In den 1950er Jahren war er als Sekretär für Landwirtschaft heftiger Kritik ausgesetzt, die er unversehrt überstand. 1960 bis 1961 besuchte er die Parteihochschule der KPdSU in Moskau und war danach Erster Sekretär der SED-Bezirksleitung Frankfurt (Oder) sowie ab 1963 Bezirkstagsabgeordneter. 1971 bis 1989 war er als Nachfolger von Hermann Matern Vorsitzender der Zentralen Parteikontrollkommission beim Zentralkomitee der SED. Als Nachfolger von Lothar Bolz war er ab 1978 bis zu seinem Rücktritt im November 1989 Präsident der Gesellschaft für Deutsch-Sowjetische Freundschaft (DSF), seit 1963 war er im Präsidium der Freundschaftsgesellschaft tätig.
Am 8. November 1989 trat Mückenberger mit dem gesamten Politbüro des ZK zurück, am 20./21. Januar 1990 wurde er aus der SED-PDS ausgeschlossen. Ein Prozess wegen Totschlags und Mitverantwortung am Grenzregime der DDR wurde im August 1996 wegen Verhandlungsunfähigkeit eingestellt.
Mückenberger wurde 1957 mit dem Vaterländischen Verdienstorden (VVO) in Gold, 1969 mit der Ehrenspange zum VVO in Gold und 1970 und 1985 mit dem Karl-Marx-Orden ausgezeichnet.

## Persönliches
Der Kulturpolitiker Joachim Mückenberger war sein jüngerer Bruder.
Am 10. Februar 1998 starb Erich Mückenberger im Alter von 87 Jahren in Berlin.

## Schriften
- Die politische Massenarbeit im Dorf und die nächsten Aufgaben der Landwirtschaft. Berlin 1954.
- Kommunisten werden im Kampf erzogen. Berlin 1980.
- Der Menschheit ein Leben in Frieden. Ausgewählte Reden und Aufsätze, Berlin 1985.